# Chiesa di San Michele (Vienna)
La chiesa di San Michele (Michaelerkirche, in lingua tedesca) è una chiesa parrocchiale cattolica sulla Michaelerplatz, nel 1º distretto di Vienna, nel centro della città. Fu eretta tra il 1219 e il 1221 dal duca Leopoldo VI di Babenberg e nel XIII secolo fu una delle tre parrocchie di Vienna, insieme alla cattedrale di Santo Stefano e alla chiesa abbaziale di Nostra Signora degli Scozzesi (Schottenstift) ed è quindi una delle chiesa più antiche di Vienna.
La chiesa di San Michele è una dei pochi edifici in stile romanico della città di Vienna; alcuni elementi barocchi e neoclassici vennero tuttavia successivamente aggiunti. La chiesa è dedicata all'Arcangelo Michele e dal 1923 è officiata dai padri salvatoriani.
La chiesa è famosa soprattutto per la sua cripta, nella quale, grazie alle particolari condizioni climatiche, le salme non si decompongono ma mummificano.

## Storia

### La chiesa nel medioevo

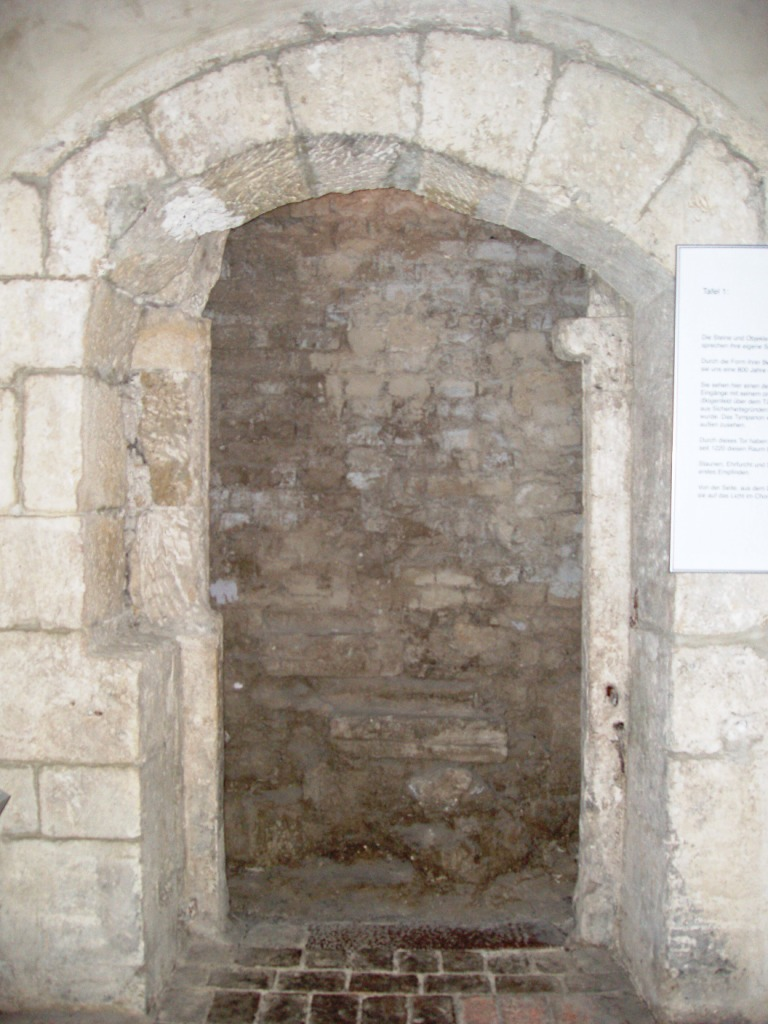
Ingresso romanico murato

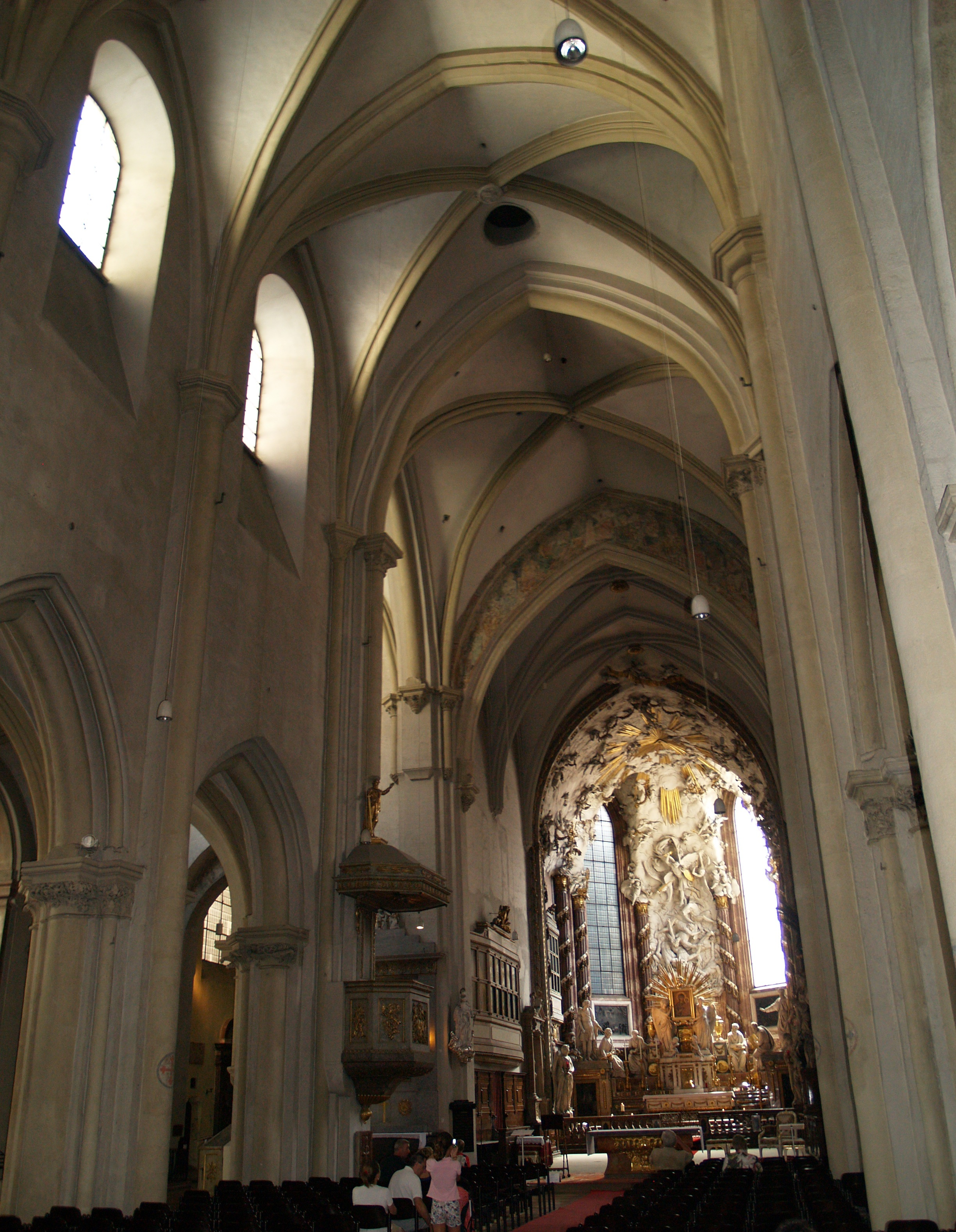
L'interno con la navata romanico-gotica.

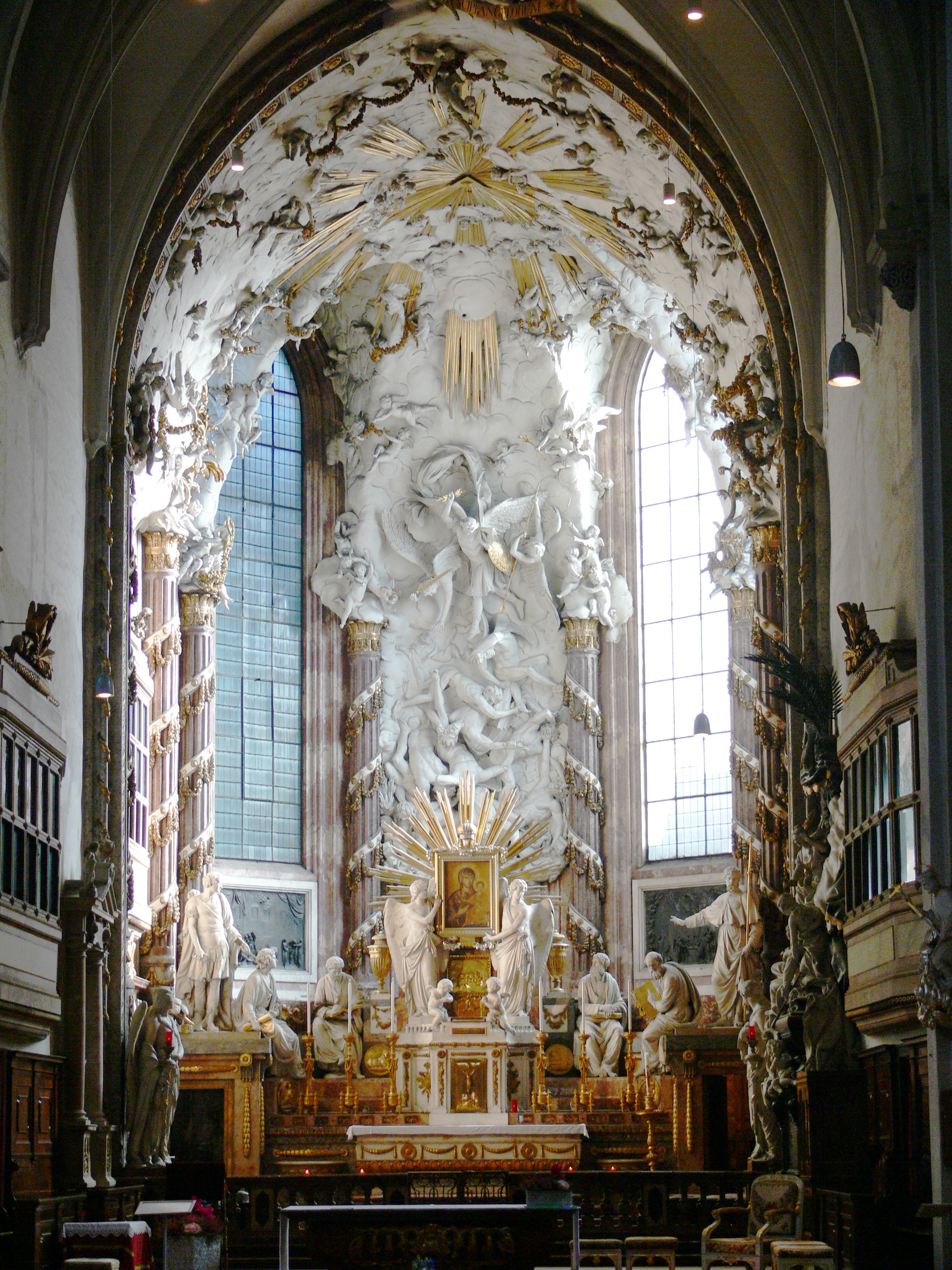
L'altar maggiore (2010)

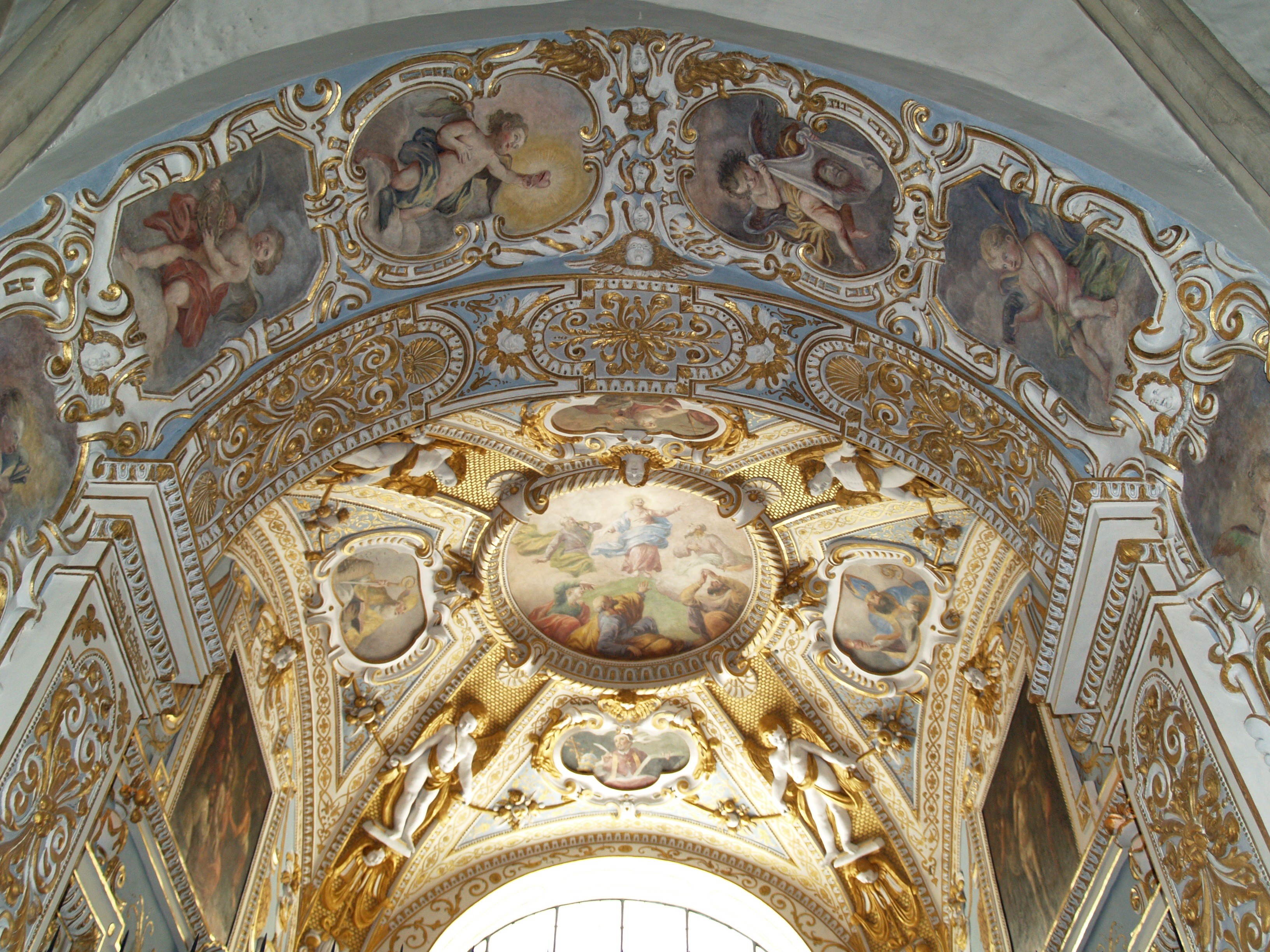
Una delle cappelle laterali dalla ricca decorazione barocca.

Dove ora sorge la chiesa di San Michele non risultano tracce di chiese precedenti. Tuttavia si presume che nell'XI secolo ci fosse già un edificio religioso (secondo Oettinger e Alois Kieslinger). La parte muraria dell'attuale chiesa risale circa ai tempi del paganesimo. Grazie agli scavi eseguiti intorno alla chiesa, furono rinvenuti i resti di una villa romana del II secolo d.C. L'attuale edificio religioso, risalente al 1220, fu danneggiato da incendi verificatisi negli anni 1275, 1319 e 1327.
La parrocchia fu fondata nel 1221, secondo uno dei tanti documenti antichi, da Leopoldo VI di Bamberga. Questo documento risultò però un falso del XIV secolo, come si è saputo nel frattempo. Lo stile originale della chiesa era tardo-romanico con elemento proto gotici.
La prima citazione storica scritta sulla chiesa risale al 1267, da parte di un parroco di nome Gerhard von Siebenbürgen. Egli cita la chiesa di San Michele come chiesa filiale di Santo Stefano.
Originariamente essa non era gestita da alcun ordine religioso ma era semplicemente una chiesa cittadina, affidata alle cure di un prete secolare.
A lungo fu, accanto alla Chiesa di Sant'Agostino, la seconda chiesa di corte gli imperatori asburgici.
Inizialmente fu eretta a tre navate in stile tardo-romanico. La sua costruzione ebbe luogo insieme all'ampliamento della cinta muraria cittadina, cioè verso il 1200, nel 2º quartiere della Vienna del XIII secolo. Nella navata centrale della chiesa si trovano molti elementi stilistici, che confermano l'origine della costruzione della chiesa a quei tempi.
Lo indicano le colonne in parte tardo-romaniche, con sopra i relativi capitelli incrociati a motivi di foglie di vite, che vengono datati intorno al 1220. A questi seguono colonne con capitelli a calice e colonne di data ancor posteriore con capitelli a foglie.
Una particolarità era il primo coro, che allora venne costruito in laterizio e che fu sostituito con quello esistente attualmente nel XV secolo.
Nella seconda metà del XIII secolo fu costruita l'aula, che conserva ancor oggi la sua forma. La datazione viene confermata dalla volta della navata centrale, che fu eretta dopo l'incendio della città del 1276.
Nel 1350 fu eretta la cappella della crociera a sinistra del coro, che fu allungato nel 1416 per disposizione del duca Alberto V d'Asburgo. Nell'essenziale i cori furono ricostruiti dopo un altro incendio della città, avvenuto nel 1327, e successivamente vennero compiute alcune modifiche.

### Ristrutturazioni del XV e XVI secolo
Alla fine del XV secolo le piccole nicchie delle finestre furono sostituite da grandi finestre in stile gotico. Dal 1525 esiste ancor oggi una campana ripristinata, che è sopravvissuta alla guerra.
Essa venne fusa dal fonditore di campane Laszlo Raczko. Essa, come anche la torre campanaria, fu danneggiata da numerosi terremoti e dopo il terremoto del 1590 (con epicentro a Neulengbach) fu messa in salvo dalla distruzione della corona della torre campanaria. 
Come quasi tutte le chiese di quei tempi anche la chiesa di San Michele aveva il suo cimitero, che fu chiuso nel 1508 sotto l'imperatore Massimiliano I. Tuttavia fino al XVIII secolo all'interno della chiesa furono poste nuove lapidi.
La prima cripta fu fatta erigere con certezza dalla famiglia Herberstein nel 1560. Mentre la cripta era esclusivamente riservata ai ricchi, i meno benestanti ed i poveri venivano inumati in un cimitero generale situato nell'attuale 7º distretto.

### Il periodo dei barnabiti (1626–1923)
Nel 1626, in piena guerra dei Trent'Anni, la chiesa fu affidata all'ordine dei barnabiti. Sotto i barnabiti ebbero luogo numerose ristrutturazioni.
Ampie parti della chiesa furono prima rese barocche e successivamente adattate al classicismo (come, ad esempio, l'altar maggiore).  L'avancorpo del portale fu costruito nel 1724 da Lorenzo Mattielli e rappresenta un angelo caduto. L'odierna facciata occidentale in stile neoclassico fu costruita nel 1792 su progetto dell'architetto Ernest Koch e l'altare maggiore barocco nel 1782 su progetto di Jean Baptiste d'Avrange mentre i lavori di scalpellinatura furono eseguiti da Stefan Gabriel Steinböck; il monumentale rilievo in alabastro sulla parete posteriore, rappresentante un angelo caduto, è opera di Karl Georg Merville.
Dal 1660 i barnabiti aggiunsero un cimitero proprio nella zona dell'attuale 6º distretto, nel quale i poveri e qualche benestante poterono trovare sepoltura. I barnabiti non portarono con sé solo il barocco ma essi curarono anche le catacombe. I cumuli di ossa risalgono ai tempi dei barnabiti. Quando nel 1920 i barnabiti lasciarono Vienna, l'ufficio della chiesa venne affidato ai salvatoriani. 

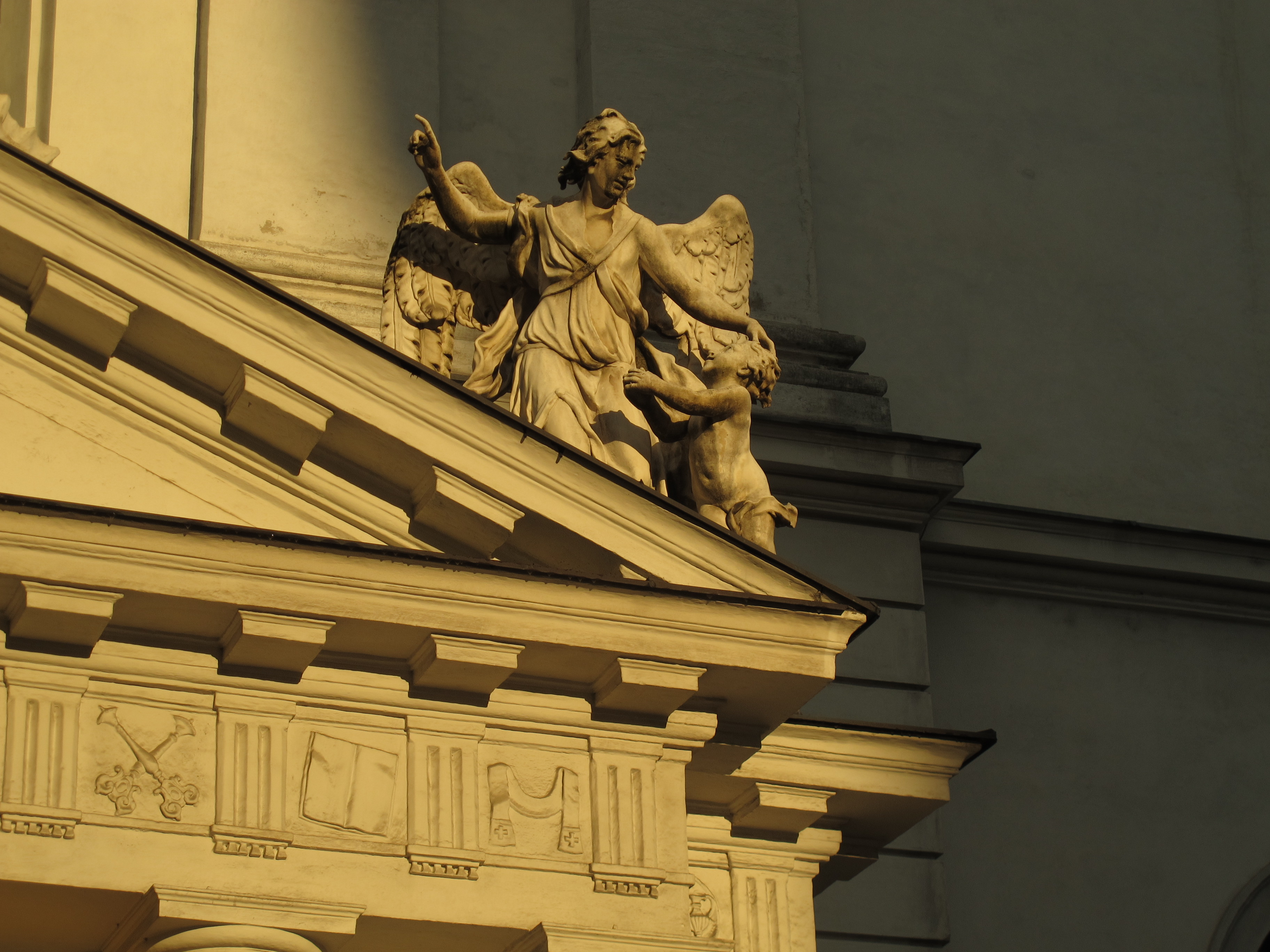
Ingresso principale alla chiesa di San Michele - Particolare

### Il periodo dei salvatoriani (dal 1923)

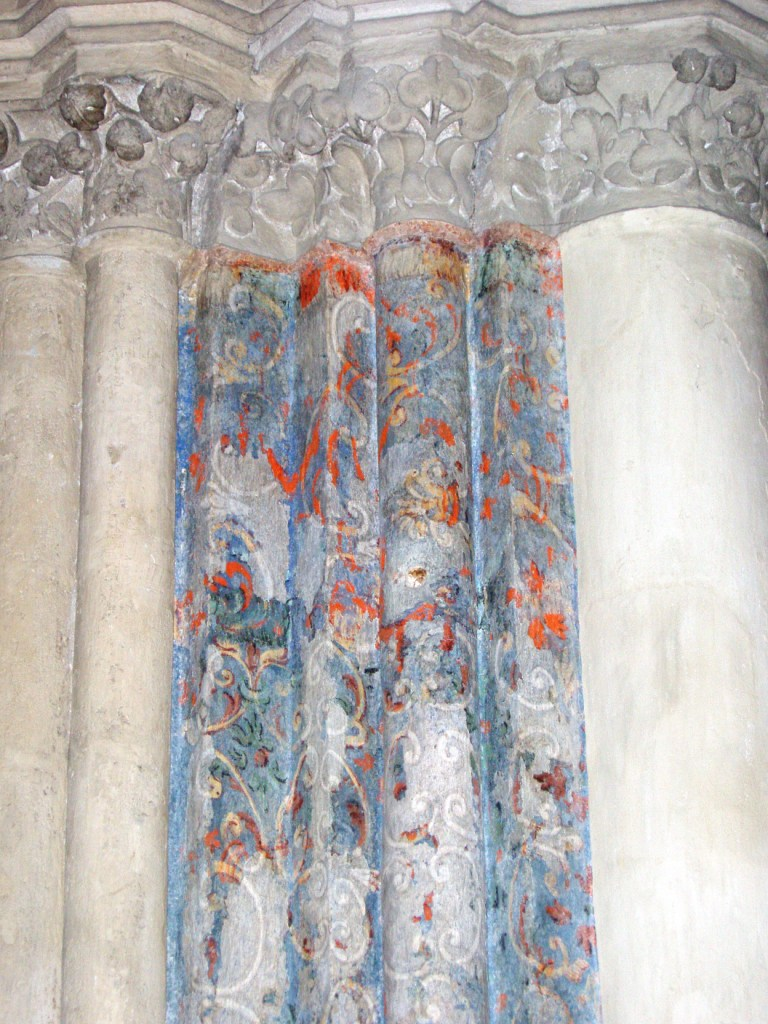
Ornamento di colonna

Dopo che i barnabiti avevano lasciato la parrocchia, il 1º gennaio 1926 essa divenne vacante e suddivisa fra quelle vicine. La parrocchia fu ricostituita nel 1939 e nel 1979 incorporò parte di quella vacante di San Pietro.
I salvatoriani si occuparono fin dall'inizio della chiesa ricca di storia. Dopo secoli di cambiamenti e ristrutturazioni ora la chiesa divenne, principalmente attraverso elemosine e gli interventi della città di Vienna e della protezione statale dei monumenti, manutenuta e rinnovata.
Provvisoriamente l'attenzione fu volta alle catacombe, nelle quali le plurisecolari bare minacciavano di rovinarsi a causa dei parassiti (coleotteri) e del clima umido. L'elevata umidità metteva soprattutto a dura prova le mummie.
Per questo motivo venne installato nella cripta un impianto di condizionamento, che abbassò lentamente temperatura e umidità. L'obiettivo fu quello di raggiungere un'umidità relativa del 60–65 % e una temperatura di 10 °C, cosicché né i coleotteri né altri parassiti potessero recare ulteriori danni.

## Particolarità e attrattive nella chiesa di San Michele
L'arco di trionfo tra il transetto e lo spazio del coro risale al XIV secolo (in parte ristrutturato), nel quale è rappresentato Armageddon con Gesù Cristo e i suoi apostoli. L'altar maggiore fu costruito nel 1782 su progetto di Jean Baptiste d'Avrange.
La cappella della Croce (già Cappella di San Nicola), una cappella laterale sulla destra del coro, si è conservata intatta dal 1350 e un'altra cappella eretta verso il 1630 come cappella funeraria per il conte Cavriani, erano originariamente gotiche e successivamente furono trasformate in stile barocco.

### Requiem di Mozart
In occasione della messa in suffragio per Wolfgang Amadeus Mozart, il 10 dicembre 1791, vennero eseguite per la prima volta parti del suo Requiem, quasi certamente i primi movimenti, l'Introitus ed il Kyrie, poiché solo questi Mozart aveva completato. Franz Freistädler, subito dopo la morte del compositore, si occupò di realizzare i raddoppi strumentali per permettere la prima esecuzione di questa parte del Requiem. Questo ufficio funebre fu organizzato da Emanuel Schikaneder, amico del compositore, e gli costò 26 fiorini e 35 kreuzer (a valori odierni, tra i 15.000 e i 20.000 €; per valutare, una bella bara costava allora 3 fiorini in legno tenero, e 17 fiorini in legno di noce).

### Organo

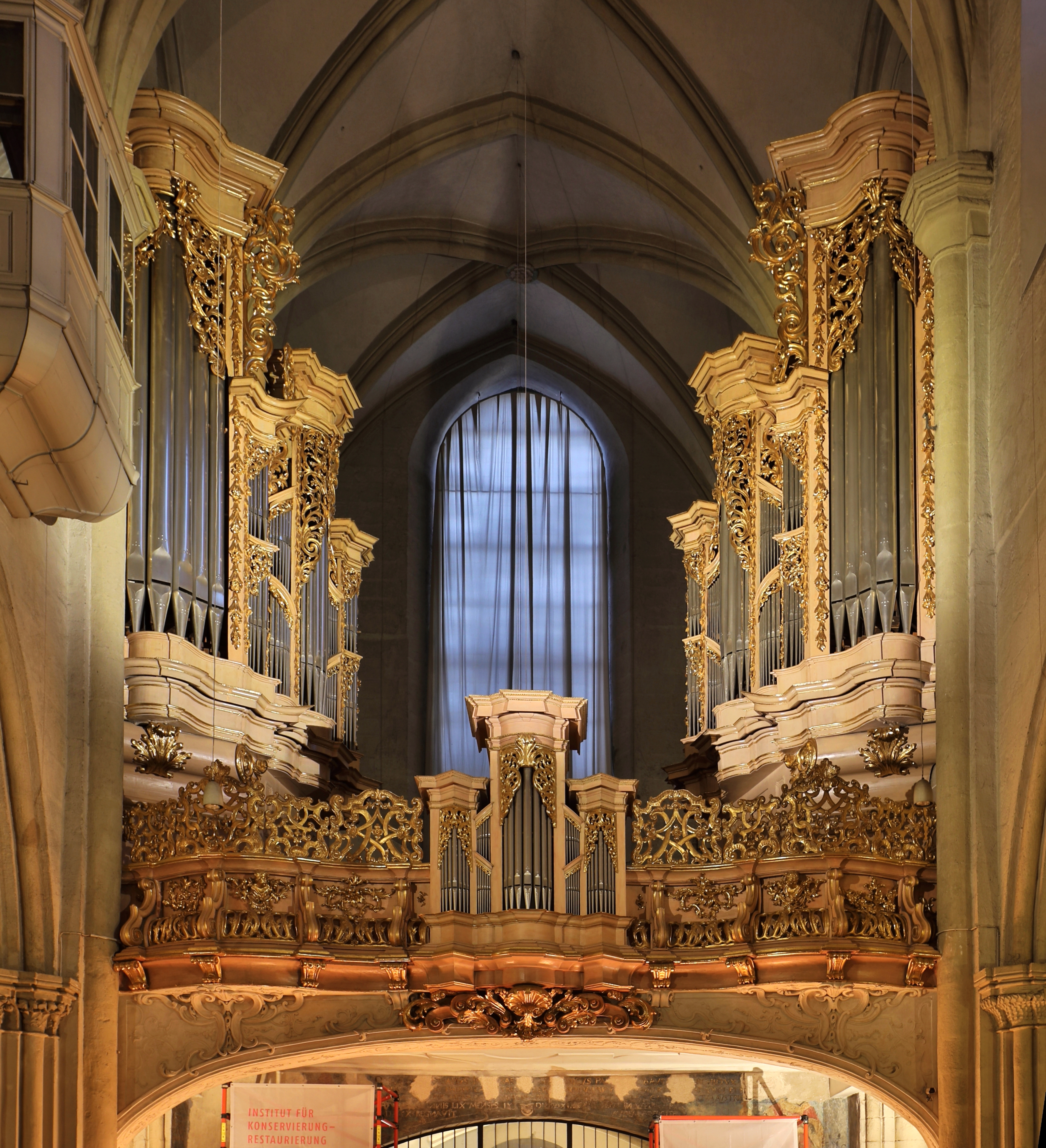
L'organo

L'organo della chiesa di san Michele fu fabbricato nel 1714 da Johann David Sieber. Lo strumento si trova in due identiche sedi, una sulla parete nord e una su quella sud. Lo spazio libero tra le due lascia intravedere la finestra occidentale.
Lo strumento subì numerose ristrutturazioni già nel 1742 e poi nel corso dei secoli XIX e XX. Durante la prima guerra mondiale le canne anteriori dovettero essere rimosse per motivi di protezione. Nel 1986 l'organo fu infine riportato dal fabbricante di organi Jürgen Ahrend allo stato originale del 1714.
L'organo ha 40 registri su tre tastiere e pedaliere con trasmissione meccanica. Si sono conservati 32 dei registri originali.

## La cripta

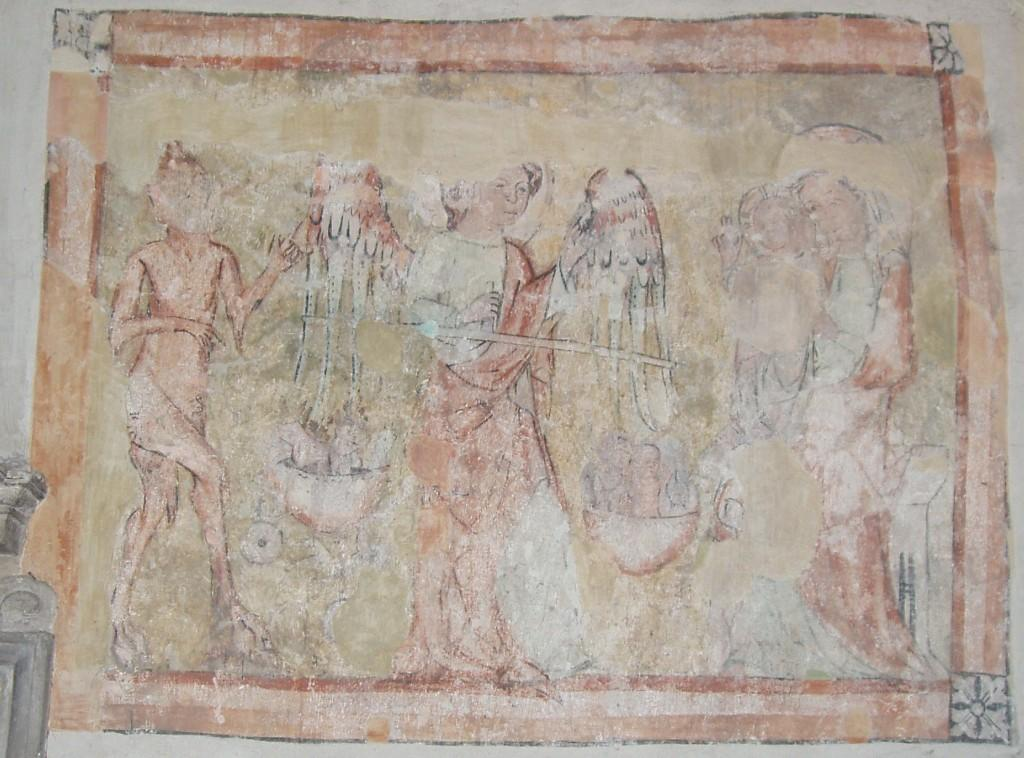
Affresco dell'Arcangelo Michele

La cripta della chiesa di san Michele si trova direttamente sotto la chiesa e dà persino in parte verso l'alto.
In essa sono inumate circa 4000 persone. Nella cripta venivano inumate esclusivamente ricchi borghesi e nobili. Per i meno abbienti vi era prima il cimitero accanto alla chiesa (prima citazione documentata 1310) e successivamente i cimiteri fuori della cinta muraria della città
La cripta, nella sua attuale forma, si formò dal 1560 al 1731 e fu utilizzata fino al 1784. Le catacombe furono chiuse per effetto della riforma giuseppina e sostituite da cimiteri posti al di fuori della cinta muraria della città. Nelle catacombe i nobili e i borghesi potevano acquistare una propria cripta, nella quale seppellire in esclusiva i familiari e parenti. Queste tombe di famiglia erano piuttosto care e con quel denaro si provvedeva al mantenimento delle cripte stesse.
È provato che le inumazioni all'interno della chiesa avvenivano fin dal 1350. Per ammassare le ossa nella cripta e conservarle, venivano impiegati alcuni sacrestani.
Nella chiesa di san Michele le cripte dei nobili erano accessibili su lastre di marmo nel pavimento della chiesa. Le lastre mostravano l'arma della dinastia, il cui ingresso alla cripta rappresentavano. Così anche nel corso delle sepolture le bare venivano immesse nelle cripte, invece che da una porta laterale, com'era d'uso in altre parti.
Pietro Metastasio, librettista (il suo libretto Il sogno di Scipione fu utilizzato da Mozart) e poeta alla corte di Carlo VI d'Asburgo e di Maria Teresa d'Austria, è il più famoso tra coloro che sono sepolti nella cripta di san Michele.